# Castello di Mörtenegg
Il castello di Mörtenegg (in tedesco Schloss Mörtenegg) si trova a St. Martin, località nel comune austriaco di Villaco, Distretto di Villach-Land appartenente al Land della Carinzia. Nel corso del tempo è stato conosciuto anche come Dinzlschloss o castello di Martineck e la sua storia inizia nel XVI secolo.

## Storia

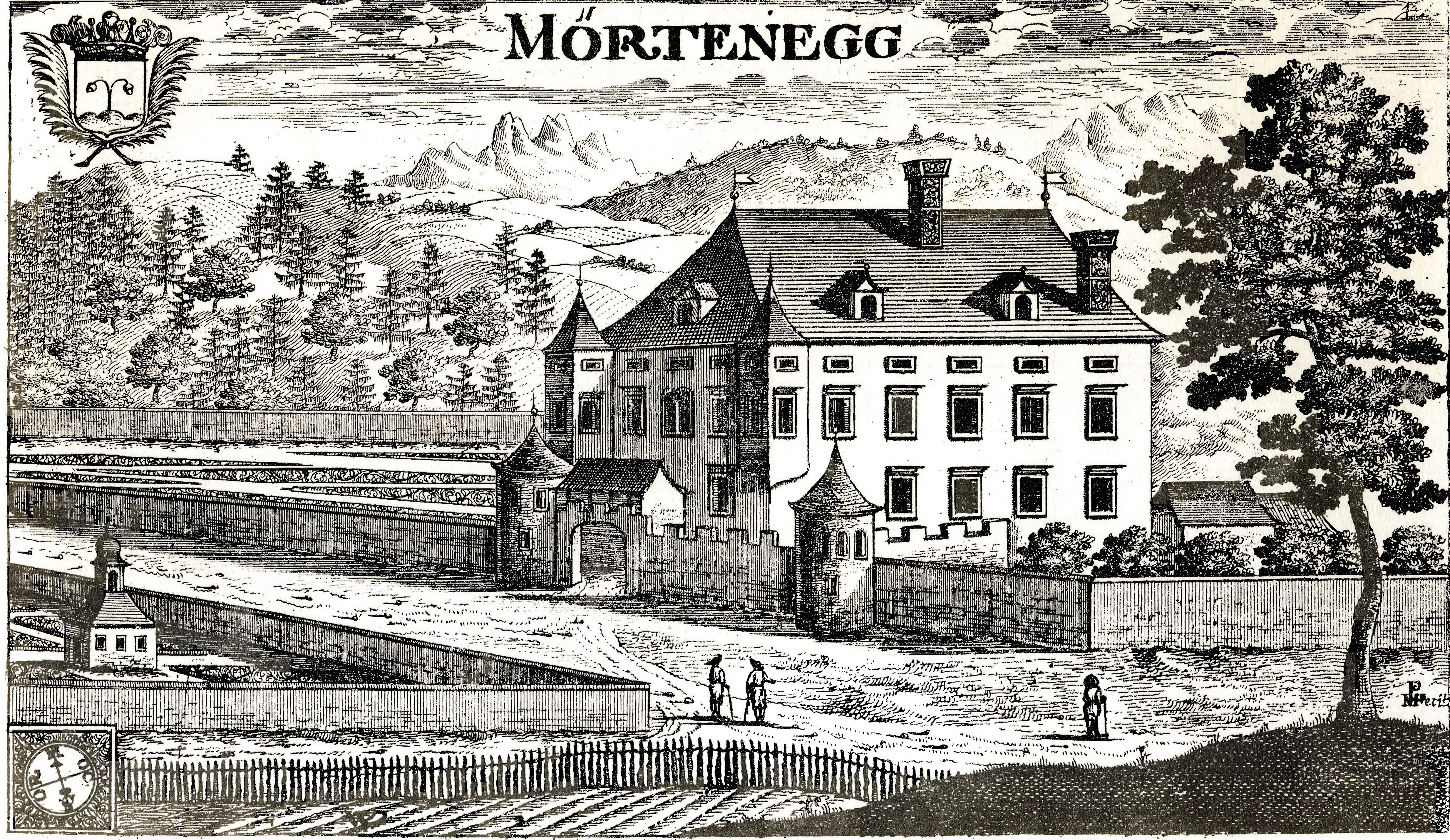
Castello di Mörtenegg in un'incisione del 1680, opera di Johann Weichart Valvasor

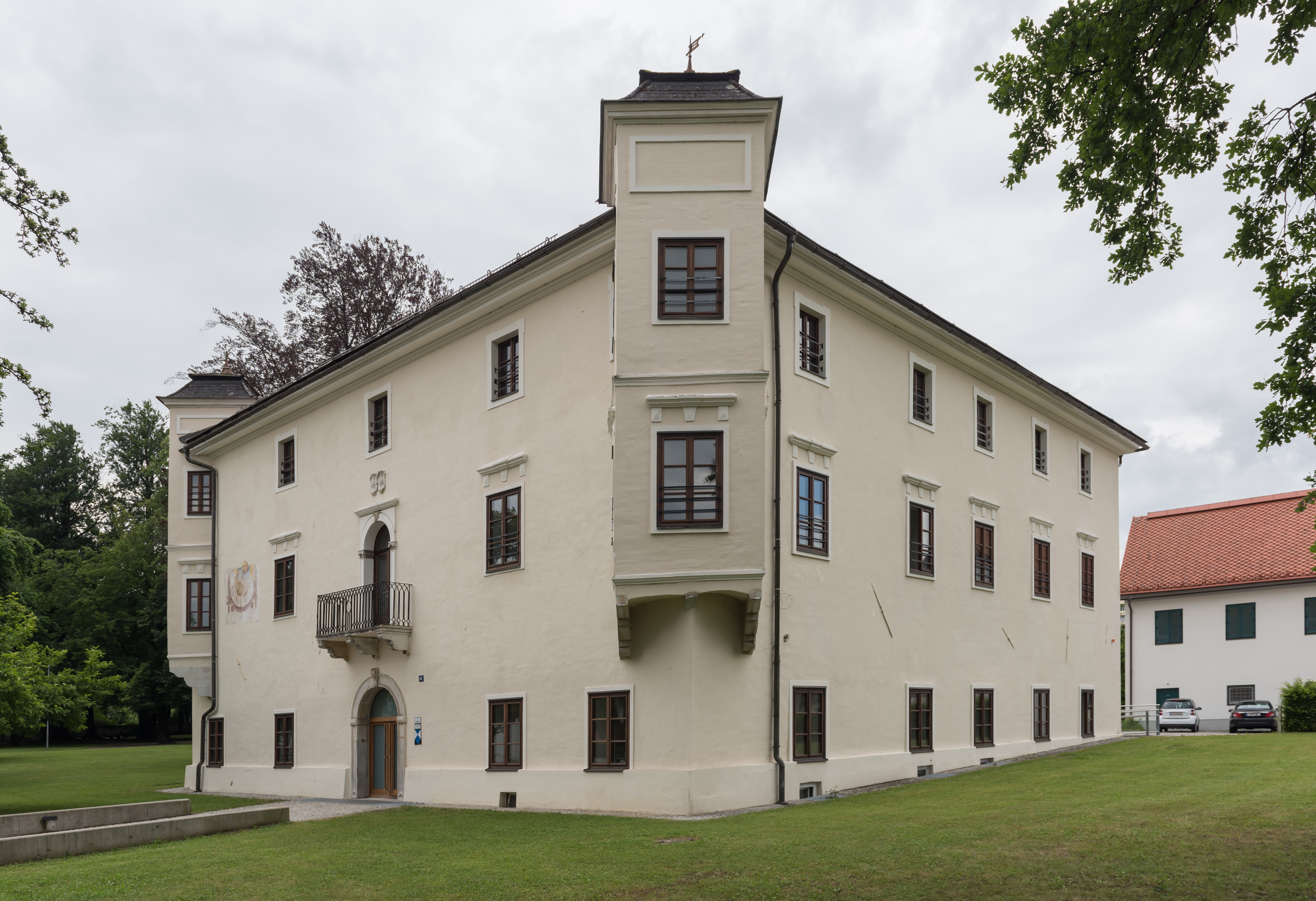
Una delle torri angolari del castello

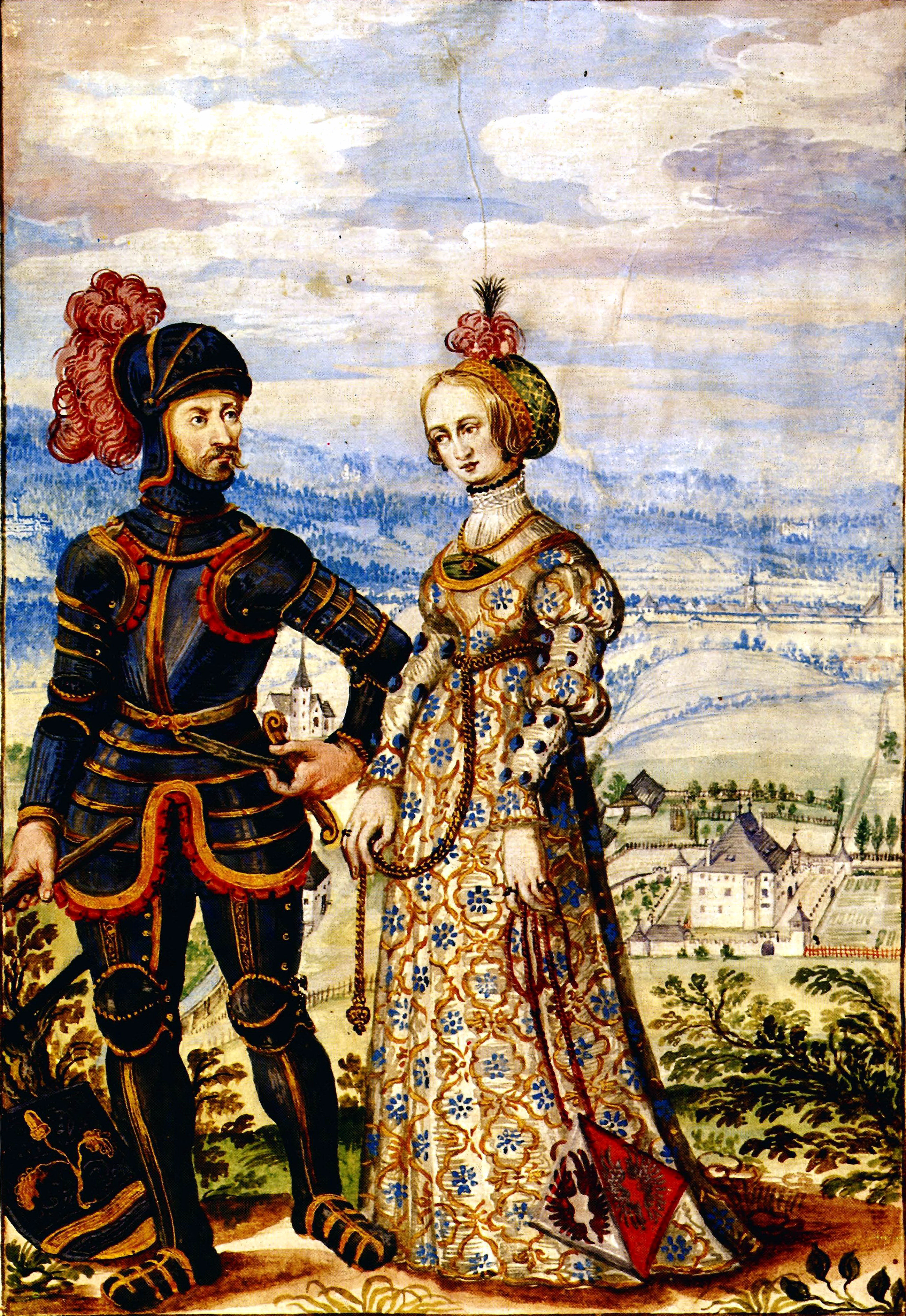
Il cavaliere Ulrich Khevenhüller e sua moglie Anna von Kellerberg accanto al castello di Mörtenegg e alla chiesa di San Martino vicino a Villach

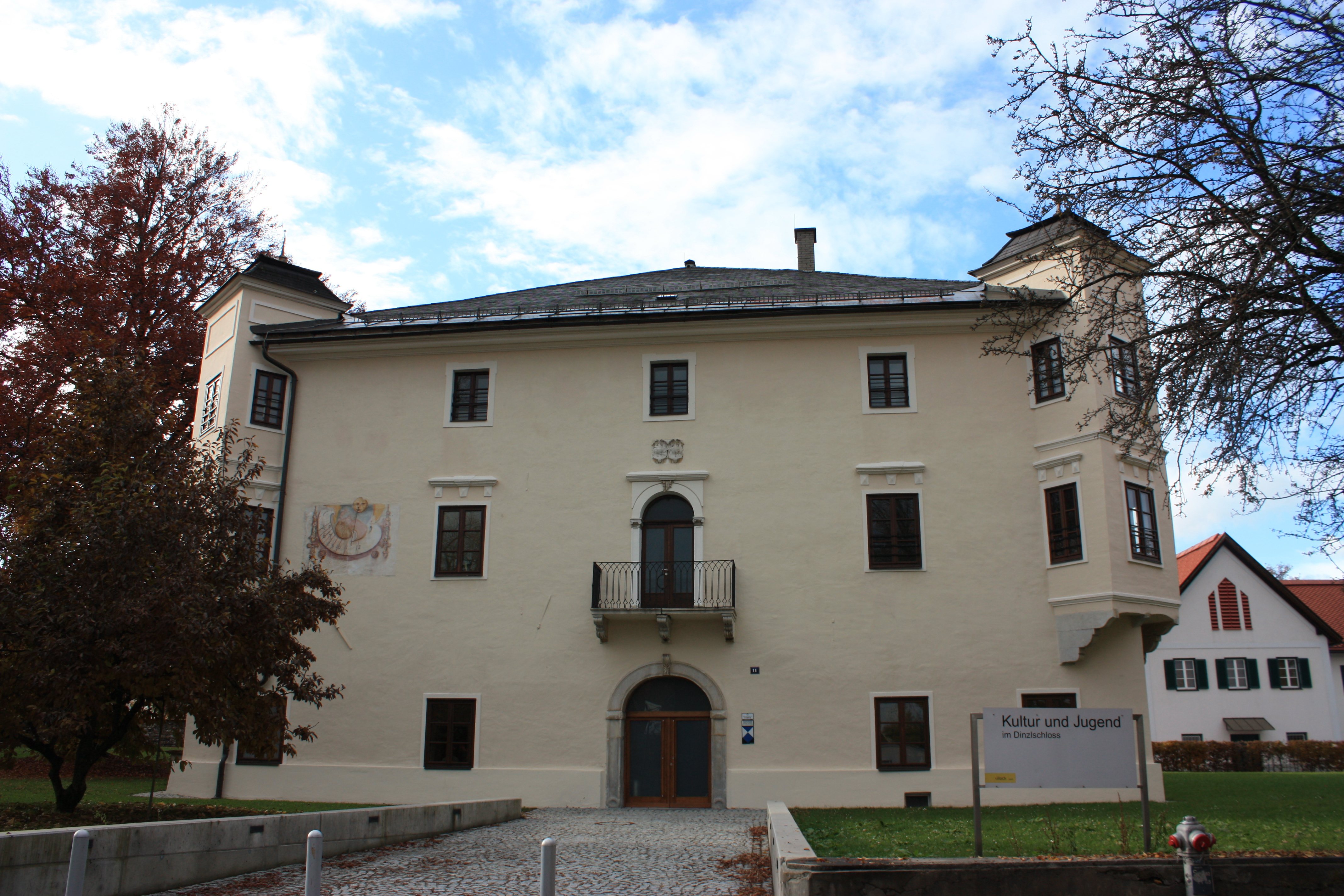
Facciata principale con portale di accesso

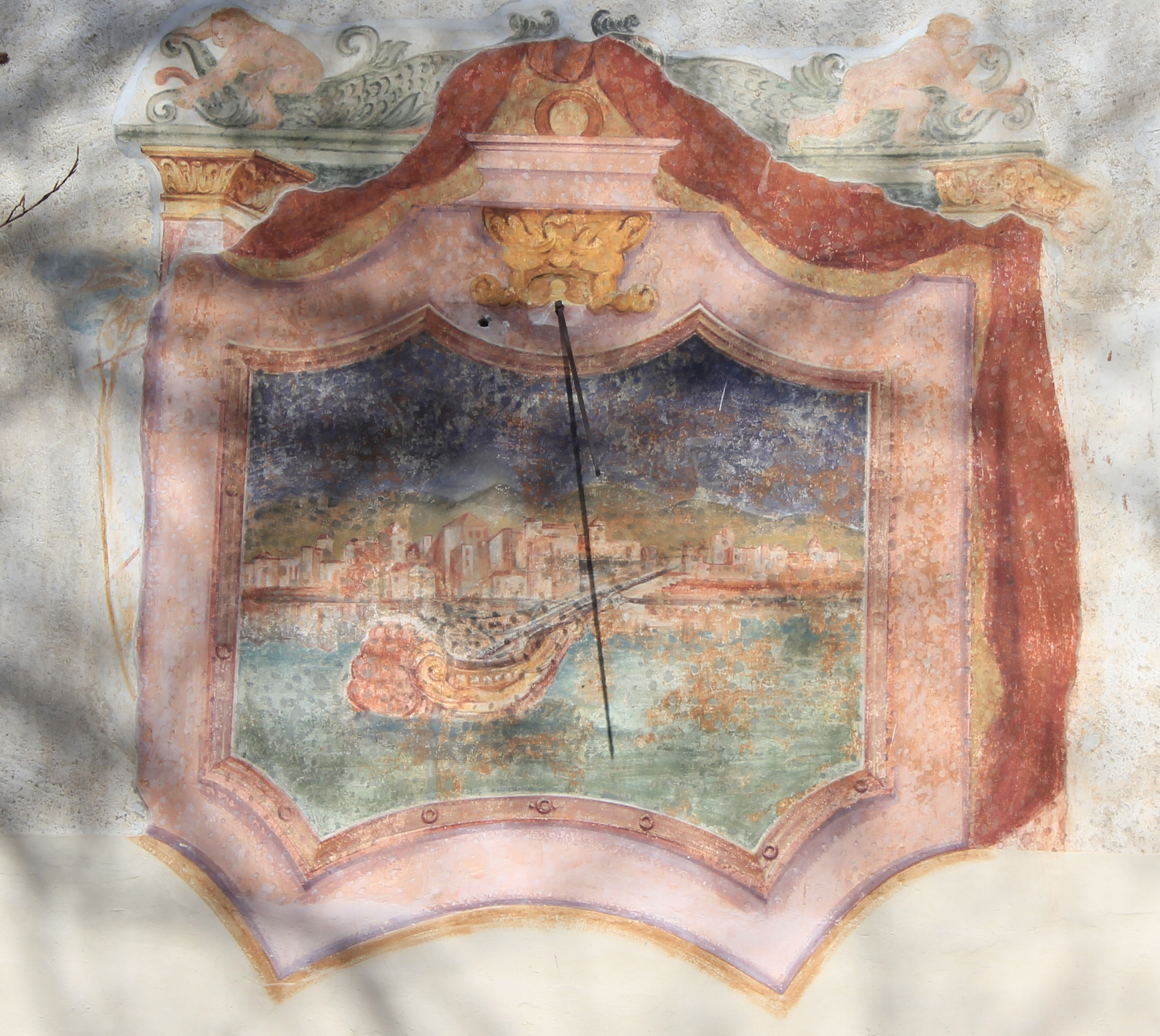
Meridiana sulla facciata del castello

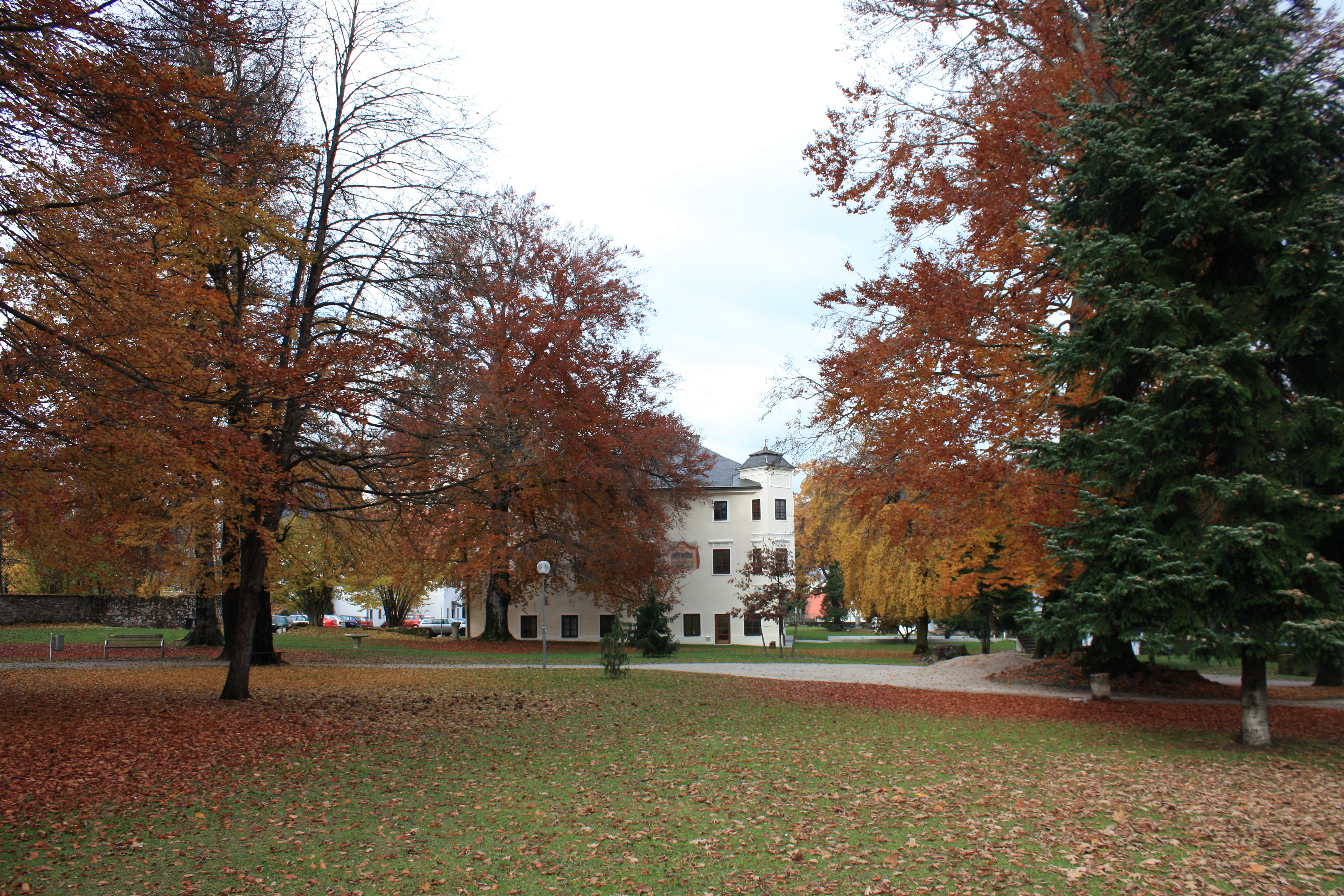
Parco del castello

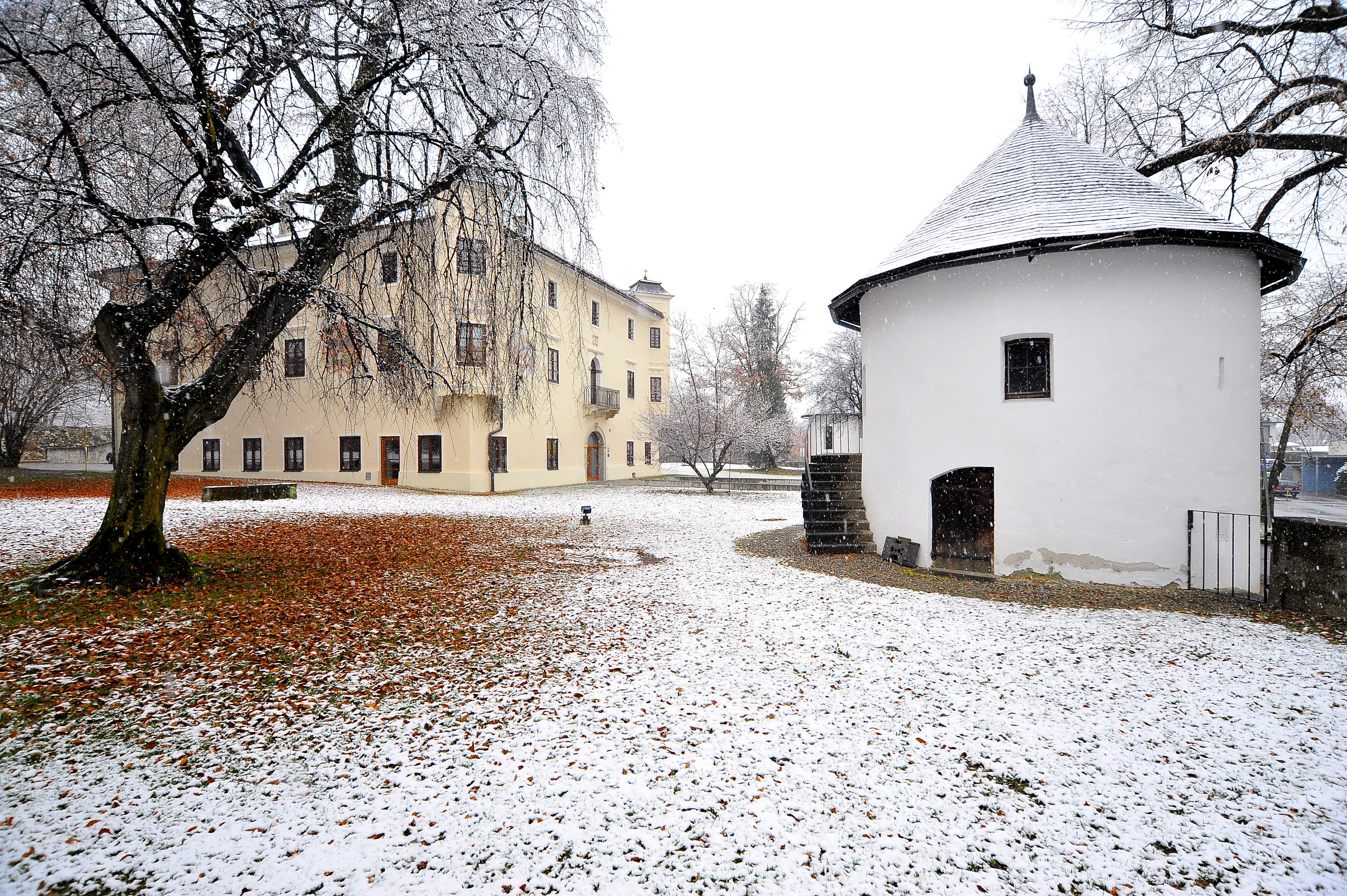
Torre difensiva sudorientale e sullo sfondo il castello di Mörtenegg

Il sito dove è stato costruito il castello originariamente si chiamava Martineck ed il suo territorio rientrava nella giurisdizione ecclesiastica dell'arcidiocesi di Bamberga. Fu probabilmente Augustin Khevenhüller ad acquistare la proprietà che nel 1550, con Siegmund Khevenhüller, fu ampliata nelle forme di un palazzo rinascimentale e venne utilizzata come residenza di caccia. Intorno al 1622 il Freiherr Urban von Pötting lo vendette a Hans Widmann, un commerciante di Venezia. Il castello di Mörtenegg passò nel 1637 per via ereditaria ad Anton Grotta von Grottenegg, marito della figlia Susanna. Alla famiglia Grotta, come signore del castello, seguì Johann Paul Christoph von Grössing, un nobile di Klagenfurt che già possedeva i castelli di Rotenthurn e Kellerberg. Nel 1720 lo vendette alla principessa Dorothea von Porcia, ma probabilmente lo riacquistò poco dopo poiché nel 1734 risultò appartenere ad un membro della famiglia, il parroco di Obervellach Johann Christoph von Grössing. Alla fine del XVIII secolo i proprietari della tenuta cambiarono con una certa frequenza e si succedettero Anton Stieger (1767 e 1786), Rochus Loidl (1770) e Sebastian Pogtsch (1796). Dal 1806 al 1874 il castello fu proprietà di Johann Georg Maxer e poi della sua vedova Maria. Nel 1874 entrò a far parte dei beni a disposizione della famiglia Dinzl, che lasciò alla residenza il suo secondo nome. Dal 1947 fu il comune di Villach ad entrarne in possesso poiché Else Eipek-Dinzl lasciò in eredità l'edificio alla comunità a condizione che venisse utilizzato per fini culturali. Dopo la seconda guerra mondiale le truppe inglesi che avevano occupato il castello avevano causato gravi danni e la città dovette procedere ad un'importante lavoro di restauro per poi utilizzarlo, a partire dal 1953, come ostello per artisti e come centro culturale.

## Descrizione
Il castello si trova a St. Martin, quartiere di Villach nel Distretto di Villach-Land, Land della Carinzia. La struttura del castello è massiccia, con pianta rettangolare e con tre piani di altezza. La facciata principale, che fu rimaneggiata nel XVIII secolo, è rivolta a est ed è delimitata da torri angolari a bovindo a due piani. Sopra il portale principale incorniciato in marmo e con arco a tutto sesto si trova un balconcino. Nel 1985 furono scoperte sulla facciata i resti di diverse meridiane. Davanti al complesso si conservano due torri di difesa e nel 1978 nella torre nord-est furono scoperti affreschi risalenti al XVI secolo. All'interno del castello meritano un particolare interesse il rilievo marmoreo con una Pietà, datato 1509, la volta a lunetta con i suoi numerosi capitelli marmorei con stemmi, ornamenti animali e vegetali, il soffitto barocco in stucco del 1720 circa e i frammenti di pitture murali del XIX secolo. Il castello è circondato da un parco dove si trovano sculture e opere artitiche di Johann Feilacher, Gerhard Leeb, Herbert Mehler, Heinz Ortner e Franz Schneeweiß.

### Bene architettonico tutelato
Il castello di Mörtenegg è stato posto sotto tutela dei monumenti da parte della Repubblica austriaca col numero 35035.